# Josef Osvald III. z Thun-Hohensteinu
Josef Osvald III. hrabě z Thun-Hohensteinu (též Josef Osvald III. Matyáš hrabě Thun-Hohenstein-Salm-Reifferscheidt, německy Joseph Oswald III. Matthias Reichsgraf von Thun und Hohenstein-Salm-Reifferscheidt, 18. prosince 1878, Klášterec nad Ohří – 21. září 1942, Klášterec nad Ohří) byl český šlechtic, politik a velkostatkář z klášterecké větve starého rodu Thun-Hohensteinů.

## Životopis

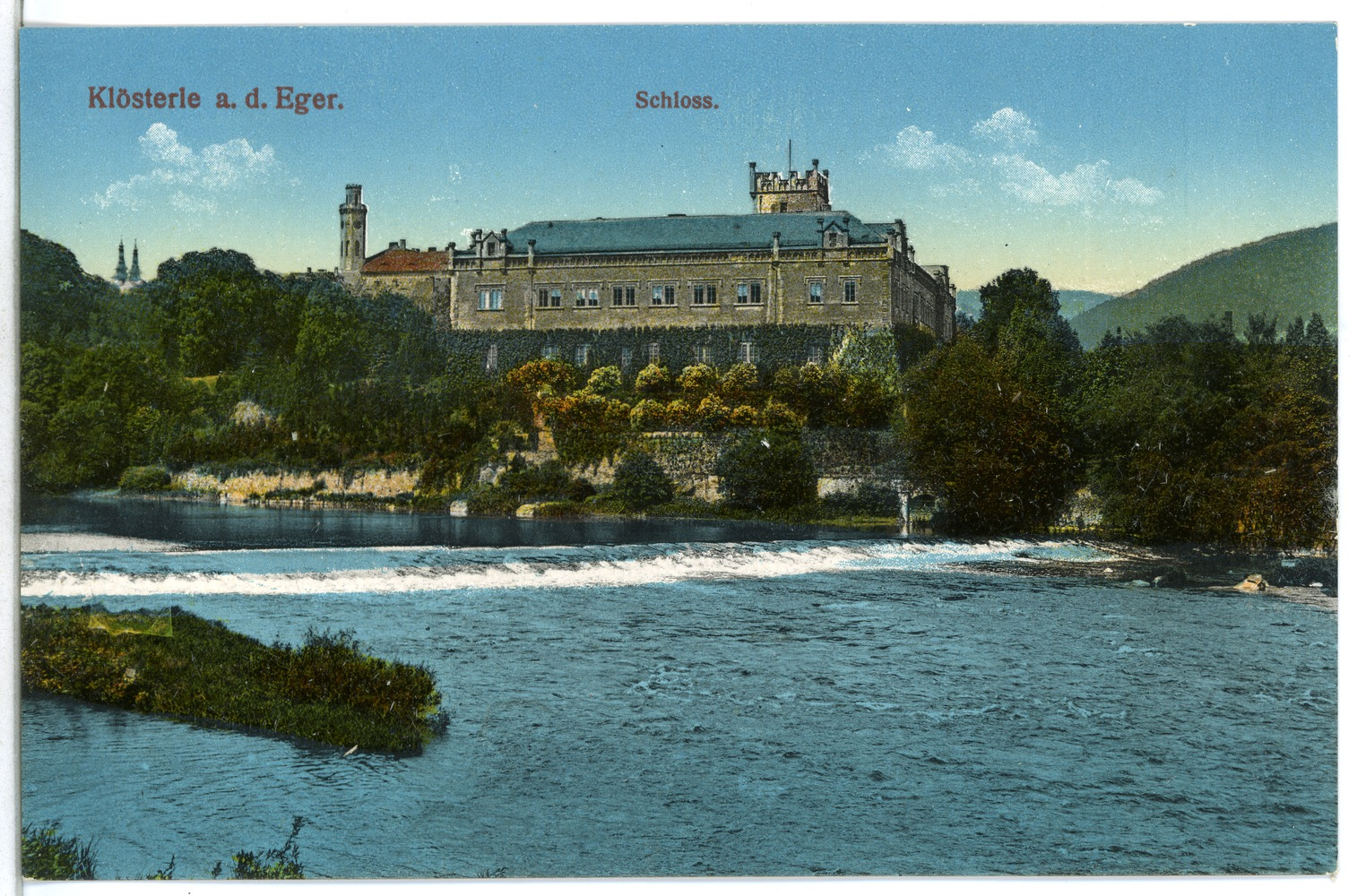
Zámek Klášterec nad Ohří (1911)

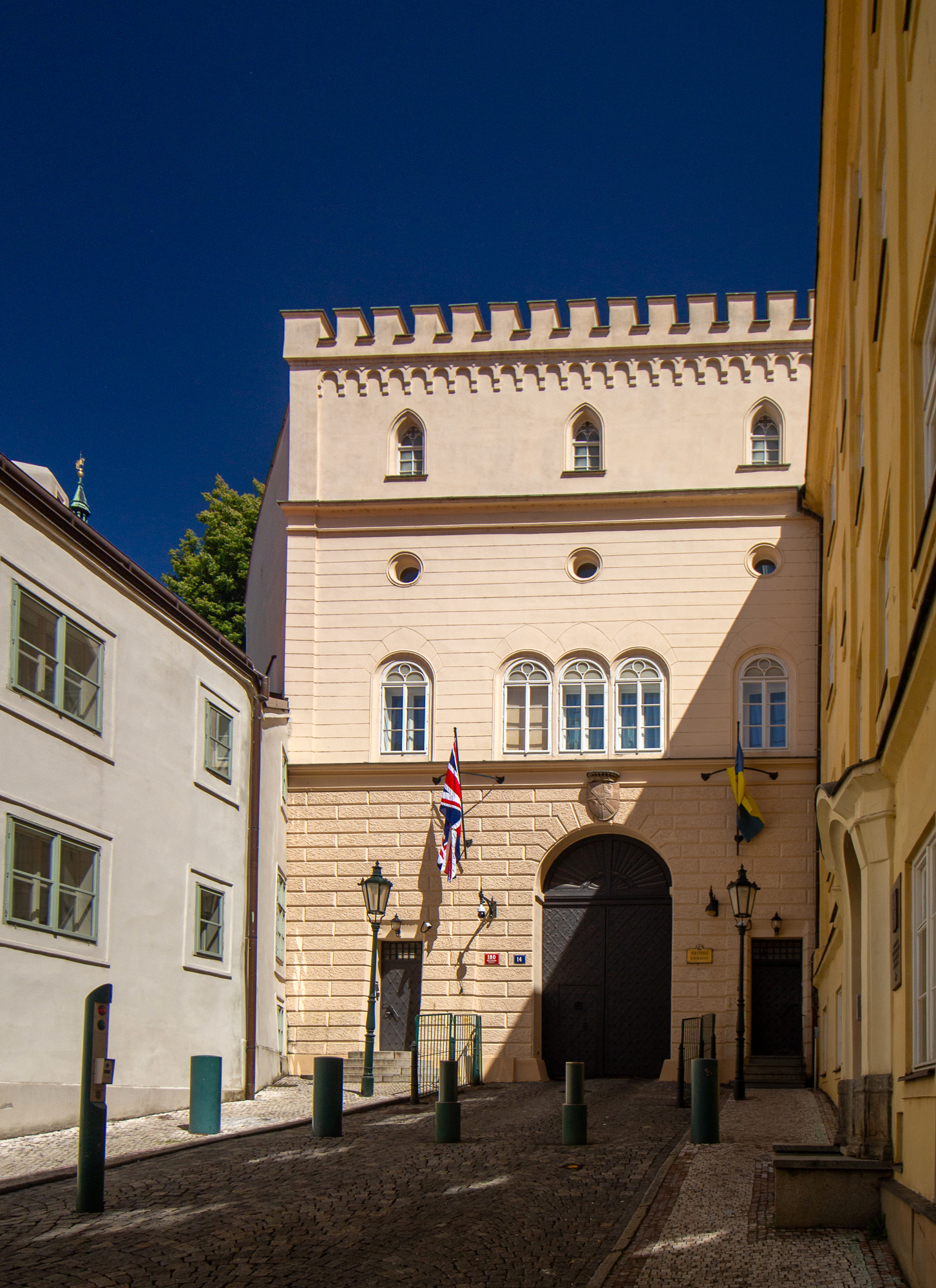
Thunovský palác v Thunovské ulici v Praze, dnes sídlo velvyslanectví Spojeného království

Narodil se na zámku v Klášterci nad Ohří jako nejstarší ze tří synů Josefa Osvalda II. z Thun-Hohensteinu (1849–1913), matka Kristina
Alžběta (1859–1935) patřila k rodině Valdštejnů z Vartenberka. 
Josef Osvald studoval na vídeňské akademii Theresianum, po maturitě na gymnáziu studoval práva na Karlově univerzitě a v roce 1905 dosáhl tiulu doktora práv. Krátce sloužil v armádě a dosáhl hodnosti nadporučíka. V letech 1909–1913 byl poslancem českého zemského sněmu a po otci v roce 1914 získal dědičné místo v rakouské panské sněmovně. Spolu s otcem užíval od roku 1897 alianční příjmení Thun-Hohenstein-Salm-Reifferscheidt. V roce 1913 zdědil několik velkostatků v severních a východních Čechách a na Vysočině (Klášterec nad Ohří, Žehušice, Benešov nad Ploučnicí, Světlá nad Sázavou, Hanšpach).
Hned po převzetí rodového dědictví přistoupil k rozprodeji zadlužených částí majetku. V roce 1913 prodal Žehušice, o rok později inkasoval od židovského průmyslníka Richarda Morawetze dva a půl miliónu korun za velkostatek Světlá nad Sázavou.
Po vzniku Československa prodal rodový palác v Thunovské ulici v Praze vládě Spojeného království, od té doby zde sídlí britské velvyslanectví. Po provedení pozemkové reformy na velkostatku Lipová (dříve Hanšpach) prodal i zámek v Lipové. Po pozemkové reformě prodal v roce 1927 i zámek v Benešově nad Ploučnicí. Hospodaření na značně zmenšeném majetku vykazovalo stále pasivní bilanci, mimo jiné kvůli nutným investicím do rodinné porcelánky Thun v Klášterci nad Ohří. 
Josef Osvald III. zemřel svobodný a bezdětný během druhé světové války na zámku v Klášterci nad Ohří. Dědicem majetku se stal jeho adoptovaný synovec Matyáš Osvald z Thun-Hohensteinu (1914–1991), jemuž byly velkostatky zestátněny v roce 1945 na základě Benešových dekretů.